# Ian Vermaak
Ian Vermaak (Empangeni, Sudáfrica, 28 de marzo de 1933-enero de 2025) fue un jugador de tenis sudafricano que alcanzó la final del Campeonato francés en 1959.

## Torneos de Grand Slam

### Finalista Individuales (1)
| Año  | Torneo             | Oponente en la final | Resultado       |
| 1959 | Campeonato Francés | Nicola Pietrangeli   | 6-3 3-6 4-6 1-6 |